# Ruslan Nuralijewitsch Aschuralijew

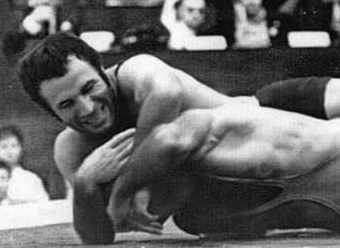
Ruslan Nuralijewitsch Aschuralijew, 1975

Ruslan Nuralijewitsch Aschuralijew (russisch Руслан Нуралиевич Ашуралиев; * 20. Februar 1950 in Machatschkala, Dagestanische ASSR; † 27. November 2009 ebenda) war ein sowjetischer Ringer. Er war mehrfacher Weltmeister und Gewinner der Bronzemedaille bei den Olympischen Spielen 1972 in München im freien Stil im Leicht- bzw. Weltergewicht.

## Werdegang
Ruslan Aschuralijew stammt aus Dagestan und begann dort als Jugendlicher mit dem Ringen. Nach ersten Erfolgen wurde er zu „Uroshai“ Machatschkala delegiert und dort von den Trainern Ali Alijew und S. Musajew zu einem der weltbesten Freistilringer im Leicht- bzw. Weltergewicht in den 1970er Jahren geformt.
1969 gewann er in Minsk ein Turnier der besten Nachwuchsringer aus den sozialistischen Staaten vor Siegfried Jozlowski aus der DDR und seinem Landsmann Kagirow. 1971 wurde Ruslan bei der V. Völker-Spartakiade der UdSSR im Weltergewicht erster Sieger vor Marsagischwili und Jelkanow und war damit auf einen Schlag der sowjetische Spitzenringer seiner Gewichtsklasse.
Seine Karriere bei internationalen Meisterschaften begann bei den Olympischen Spielen 1972 in München. Ruslan hatte in das Leichtgewicht abtrainiert, was ihm viel an Substanz gekostet hatte. Er gewann in München zwar vier Kämpfe hatte aber gegen die in überragender Form ringenden Kikuo Wada aus Japan und vor allem gegen Dan Gable aus den USA keine Chance. Immerhin gewann er noch die Bronzemedaille.
In den Folgejahren trainierte er nicht mehr ab, sondern startete im Weltergewicht. Bei der Weltmeisterschaft 1973 in Teheran wusste er zu überzeugen und kam u. a. zu Siegen über die starken Adolf Seger aus der BRD und Jan Karlsson aus Schweden, unterlag aber dem Iraner Mansour Barzegar knapp nach Punkten und wurde Vizeweltmeister.
Im Jahre 1974 war er noch erfolgreicher. Er wurde zunächst in Madrid Europameister, wobei er auch die deutschen Ringer aus Ost und West Adolf Seger und Udo Schröder besiegte und dann gewann er auch bei der Weltmeisterschaft desselben Jahres in Istanbul. 1975 startete Ruslan nur bei der Weltmeisterschaft in Minsk, bei der er sich in brillanter Form vorstellte. Er gewann seine sechs Kämpfe vorzeitig und wurde ohne Fehlpunkte zum zweiten Male Weltmeister. Er gewann dabei auch über Mansour Barzegar aus dem Iran vorzeitig.
Als Favorit fuhr Ruslan deshalb zu den Olympischen Spielen 1976 nach Montreal. Von seiner Vorjahresform war er jedoch einiges entfernt. Er verlor gegen Mansour Barzegar und gegen den US-Amerikaner Stanley Dziedzic jeweils nach Punkten und musste sich mit dem undankbaren 4. Platz begnügen. Als Ruslan bei der Weltmeisterschaft 1977 in Lausanne nach Niederlagen gegen Reşit Karabacak aus der Türkei und Mansour Barzegar gar nur auf den 7. Platz kam, wurde er bei internationalen Meisterschaften nicht mehr eingesetzt.

## Internationale Erfolge
(OS = Olympische Spiele, WM = Weltmeisterschaft, EM = Europameisterschaft, F = freier Stil, Le = Leichtgewicht, We = Weltergewicht, damals bis 68 kg bzw. 74 kg Körpergewicht)
- 1969, 1. Platz, Turnier in Minsk, F, We, vor Siegfried Jozlowski, DDR u. Kagirow, UdSSR;
- 1971, 1. Platz, „Iwan-Kolew“-Turnier in Jambol, F, We, vor Kuzmanow, Bulgarien u. Dandsandardschaagiin Sereeter, Mongolei;
- 1972, 1. Platz, „Werner-Seelenbinder“-Turnier in Zella-Mehlis, F, We, vor Janko Schopow, Bulgarien, Kocsis, Ungarn u. Quente, DDR;
- 1972, Bronzemedaille, OS in München, F, Le, mit Siegen über Segundo Olmedo, Panama, Ismail Juszeinow, Bulgarien, Josef Engel, CSSR u. Petre Poalelungi, Rumänien u. Niederlagen gegen Ali Sahin, Türkei, Kikuo Wada, Japan u. Dan Gable, USA;
- 1973, 2. Platz, WM in Teheran, F, We, mit Siegen über Fahri Yenigün, Türkei, M. Bat-Amgalan, Mongolei, Anthony Shacklady, England, Jan Karlsson, Schweden u. Adolf Seger, BRD u. einer Niederlage gegen Mansoor Barzegar, Iran;
- 1974, 1. Platz, EM in Madrid, F, We, mit Siegen über Servet Aydemir, Türkei, Robert Blaser, Schweiz, Udo Schröder, DDR, Emilian Christian, Rumänien u. Adolf Seger u. einem Unentschieden gegen Jancho Pawlow, Bulgarien;
- 1974, 1. Platz, WM in Istanbul, F, We, mit Siegen über Reza Tahiri, Iran, Dan Karabín, CSSR, Viktor Silbermann, Israel u. Hayri Polat, Türkei u. Unentschieden gegen Jancho Pawlow u. Mitsuo Degawa, Japan,
- 1975, 2. Platz, World-Cup in Toledo/USA, F, We, hinter Stanley Dziedzic, USA u. vor Agwaany Norow, Mongolei;
- 1975, 1. Platz, WM in Minsk, F, We, mit Siegen über Keith Haward, England, Dan Karabín, Jiichirō Date, Japan, Fred Hempel, DDR, Marin Pîrcălabu, Rumänien u. Mansoor Barzegar;
- 1976, 1. Platz, World-Cup in Toledo/USA, F, We, vor Mansoor Barzegar u. Carl Adams, USA;
- 1976, 4. Platz, OS in Montreal, F, We, mit Siegen über Jancho Pawlow, Marin Pîrcălabu u. Giuseppe Spagnoli, Italien u. Niederlagen gegen Mansoor Barzegar und Stanley Dziedzic;
- 1977, 4. Platz, World-Cup in Toledo/USA, F, We, hinter Stanley Dziedzic, Viktor Silbermann, Kanada u. Hiroshi Ogasawara, Japan;
- 1977, 7. Platz, WM in Lausanne, F, We, mit Siegen über Marc Mongeon, Kanada u. Kiro Ristov, Jugoslawien u. Niederlagen gegen Reşit Karabacak, Türkei u. Mansoor Barzegar